# Три сестри (фільм, 1964)
«Три сестри» — радянський художній фільм, знятий режисером Самсоном Самсоновим на кіностудії «Мосфільм» в 1964 році за однойменною п'єсою  А. П. Чехова. Прем'єра фільму відбулася 17 березня 1965 року.

## Сюжет
Одинадцять років тому генерал Прозоров, отримавши призначення, перевіз свою сім'ю з Москви до невеличкого провінційного містечка. Генерал помер, його дорослі діти — дочки Ольга, Маша і Ірина та син Андрій, — не знаходячи собі застосування, мріють повернутися в рідну Москву. Життя розпоряджається інакше: Андрій, який бачив себе професором Московського університету, невдало одружується на місцевій міщанці Наталі, яка пригнічує його волю і прибирає до рук будинок Прозорова; Маша, в 18 років без любові видана заміж за вчителя гімназії Кулигіна, закохується в полковника Вершиніна, командира розквартированої в місті батареї, одруженого, який має малолітніх дочок. Андрій, який пристрастився до азартних ігор і заплутався у боргах, опиняється вимушеним закласти їх спільний дім, всі гроші дістаються Наталі, яка поступово витісняє з дому сестер Андрія. Старша, Ольга, в у підсумку поселяється в гімназії, де служить; Ірина готова бігти від Наталії світ за очі, — вона погоджується вийти заміж за барона Тузенбаха, щоб виїхати з ним в інше місто і почати нове життя; але барона вбиває на дуелі відкинутий Іриною офіцер Солоний.

## У ролях
- Любов Соколова —  Ольга
- Маргарита Володіна —  Маша
- Тетяна Мальченко —  Ірина
- Леонід Губанов —  Андрій
- Алла Ларіонова —  Наталія
- Леонід Галліс —  Кулигін
- Лев Іванов —  Вершинін
- Олег Стриженов —  Тузенбах
- Володимир Дружников —  Солоний
- Костянтин Сорокін —  Чебутикін
- Павло Винник —  Федотик

## Знімальна група
- Автор сценарію —  Самсон Самсонов
- Режисер-постановник —  Самсон Самсонов
- Оператор —  Федір Добронравов
- Художники-постановники — Іполит Новодерьожкин, Сергій Воронков
- Композитор —  Василь Дехтерьов
- Звукорежисер — Григорій Коренблюм